# 서대문도서관
서대문도서관은 서울특별시 서대문구 연희동 소재의 도서관이다.

## 연혁
- 2013.11.11 유아꿈동산실 개실
- 2012.10.06 책다(多)방 개실
- 2011.12.28 사교육없는 자녀교육 성공사례 공모 우수상 수상
- 2011.05.02 RFID 시스템 설치
- 2010.01.19 서대문도서관 통합 홈페이지 개편
- 2009.11.27 2009년 평생학습관 및 도서관 평가 '프로그램 제공분야' 우수기관 선정
- 2009.10.25 서대문도서관 현관, 시청각실 및 식당 리모델링
- 2007.01.16 홈페이지 전면 개편
- 2003.12.18 "기본이 바로 된 어린이 관련 유공기관" 표창(교육감상)
- 2002.10.30 디지털자료실 개설
- 2001.05.29 서대문도서관 자료이용서비스헌장 제정
- 1999.07.15 서울특별시립도서관 직제개편
- 1999.03.01 전 장서 대출 실시
- 1997.01.08 서대문도서관 홈페이지 개설
- 1996.09.18 전자정보자료실 개설
- 1991.06.14 한국도서관상 단체 공적상 수상(한국도서관협회)
- 1989.07.15 일본 동경도 杉竝區立중앙도서관과 상호 자료교류 합의
- 1989.07.15 관외 대출실 개설
- 1987.12.15 과학교육과 독서 제1호 발간
- 1987.03.12 주부교실 개설
- 1986.12.18 개관
- 1986.04.15 서대문 도서관 설치 조례 공포(서울특별시립도서관 설치조례 제2084호)

## 시설현황
- 4층: 휴게실, 자율학습실
- 3층: 종합자료실
- 2층: 디지털자료실, 연속간행물실
- 1층: 어린이실, 시청각실, 순회문고/장애인실, 문화교실
- 기타 시설: 복사실(자료실내), 식당/매점(지하)

## 이용 안내
이용 시간
휴관일
- 정기휴관일: 매월 첫째, 셋째 화요일
- 일요일을 제외한 법정 공휴일(공휴일과 겹친 일요일 휴관)
- 임시휴관일: 도서관 사정으로 임시로 정하는 휴일